# Савельєв Євген Васильович
Євген Васильович Савельєв (нар. 4 січня 1938, с. Велика Новосілка, нині Волноваського району, Донецької області) — український вчений-економіст у галузях міжнародної економіки та маркетингу. Доктор економічних наук, професор кафедри міжнародної економіки Західноукраїнського національного університету, академік АН ВШ України.

## Життєпис
Народився 4 січня 1938 року у селі Велика Новосілка Великоновосілківського району Донецької області.
1960 року закінчив Одеський кредитно-економічний інститут, 1966 року — аспірантуру Донецького національного університету, а згодом — докторантуру Ради по використанню продуктивних сил України Академії наук Української РСР.
У 1957—1966 працював фахівцем і керівником у фінансовому та індустріальному секторі:
- економіст Державного банку в Донецькій області;
- молодший науковий співробітник Донецького науково-дослідного вугільного інституту;
- начальник планового відділу заводу «Буддеталь», тресту «Донкоксохімбуд», Мінпромбуду УРСР (м. Авдіївка, Донецької обл.);
- начальник відділу праці та заробітної плати Донецького заводобу-дівельного комбінату тресту "Донбасзалізобе-тон" (м. Донецьк).

З 1969 року на викладацькій роботі. З вересня 1974 року — старший викладач Донецького держуніверситету, а згодом — Тернопільському фінансово-економічному інституті (нині — ЗУНУ).  
З 1985 року на посадах завідувача кафедр господарського механізму; згодом кафедри менеджменту та маркетингу; у 1992 — кафедри маркетингу; 1997 — кафедри міжнародної економіки, фінансово-кредитних відносин і українським. Одночасно з грудня 1983 року — проректор з навчальної роботи. У 2018 році професор кафедри міжнародної економіки та радник ректора.

## Визнання
- Заслужений діяч науки і техніки України;
- Відзнака імені академіка НАН України М.Г. Чумаченка, Академії економічних наук України за значний внесок у розвиток економічної і науково-технічної сфер та активну громадську діяльність на благо і розбудову України;
- Дипломом Міністерства вищої та середньої спеціальної освіти СРСР і Центрального Комітету ВЛКСМ (1977);
- Грамота правління Тернопільської обласної організації товариства „Знання";
- Диплом Президії Центрального правління науково-економічного товариства як член авторського колективу, відзначеного другою премією
- Всесоюзного конкурсу в галузі управління економікою (1984);
- Медаль «Ветеран праці» (1986);
- Почесна грамота ЦК профспілки працівників освіти вищої школи і наукових закладів (1988); * Іменний годинник від Українського союзу промисловців і підприємців (2001).[1]